# 明王峠
明王峠（みょうおうとうげ）は、東京都八王子市と神奈川県相模原市緑区との境界にある標高738.9mの峠である。
東京都立高尾陣場自然公園に指定されており、奥高尾縦走路上の峠としても知られる。

## 登山
- JR中央本線・京王電鉄京王高尾線高尾駅北口より西東京バス霊園32・陣馬高原下行で終点「陣馬高原下」下車（37分）、徒歩（登り1時間20分、下り1時間5分、一般道30分を含む[1]）。
- JR中央本線相模湖駅より徒歩（登り2時間20分、下り1時間40分[1]）
- 堂所山より徒歩30分、陣馬山より徒歩40分[1]。

山頂には、茶屋「明王峠屋」やトイレなどがある。

## 参照
1. 1 2 3  山と高原地図 27.高尾・陣馬 2013 昭文社